# 谢培清
谢培清（1943年8月—），男性，湖南衡南人，中华人民共和国政治人物，1965年7月加入中国共产党。华南工学院无线电系真空器件专业毕业。

## 生平
谢氏早年在岳阳石油化工总厂工作，历任车间副主任、支部书记、分厂副厂长、设计院副院长、总厂副厂长、党委书记等职。1988年7月任中共巴陵石化公司党委书记、副经理。1991年3月转任中共岳阳市委书记。1993年10月，他返回巴陵石化公司，出任经理、党委书记。后任湖南省人民代表大会常务委员会委员、法制委员会副主任委员。